# Smooth Rock Falls
Smooth Rock Falls est une ville canadienne incorporée située dans le district de Cochrane dans le Nord de l'Ontario. La ville se surnomme elle-même « la plus grande petite ville du Nord de l'Ontario ». Elle est majoritairement peuplée de Franco-ontariens.

## Géographie
La rivière Mattagami coule à Smooth Rock Falls. La ville est située sur l'autoroute 11 entre Cochrane à 59 km à l'est et Kapuskasing à 65 km à l'ouest. L'autoroute 634 relie Smooth Rock Falls à Fraserdale au nord. L'autoroute 655 qui débute à Driftwood prodigue un accès facile à Timmins qui est la principale ville de la région à 102 km au sud par cette route. Smooth Rock Falls est desservie par le chemin de fer Ontario Northland et ses autobus passagers.

## Démographie
Au recensement de la population de 2006, la population s'élevait à 1 473 habitants dont plus de 1 000 francophones. (Dans le dernier lien de la présente page, une affiche indique «Population 2300», et c'est en 2014. - JPR)
| 2001  | 2006  | 2011  | 2016  |
| ----- | ----- | ----- | ----- |
| 1 830 | 1 473 | 1 376 | 1 330 |